# البرج الأزرق
برج الأزرق، المعروف أيضًا باسم HHHR، هو ناطحة سحاب شاهقة على شارع الشيخ زايد، دبي، الإمارات العربية المتحدة. مكون من 72 طابق، بارتفاع 317 متر (1,040 قدم) بدأت أعمال البناء فيه في عام 2006 واكتمل في عام 2010. صممه المهندس المعماري الهاشمي، المبنى سكني في المقام الأول، واستخداماته الجانبية تجارية. البرج الأزرق هو خامس أطول مبنى سكني في دبي، وسابع أطول مبنى سكني في العالم، بعد برج مارينا تورش، وبرج Q1 الذي يرتفعون 348 متر (1,142 قدم) و 323 متر (1,060 قدم)، على التوالي. يضم البرج 454 شقة سكنية.
تم بناء المبنى من خلال مشروع مشترك بين شركة الأحمدية للمقاولات والتجارة، من الإمارات العربية المتحدة وشركة Hip Hing Construction Co. Ltd. من هونج كونج. مشروع مميز آخر لهذا الفريق هو مدينة مصدر في أبو ظبي، الإمارات العربية المتحدة.

## معرض البناء

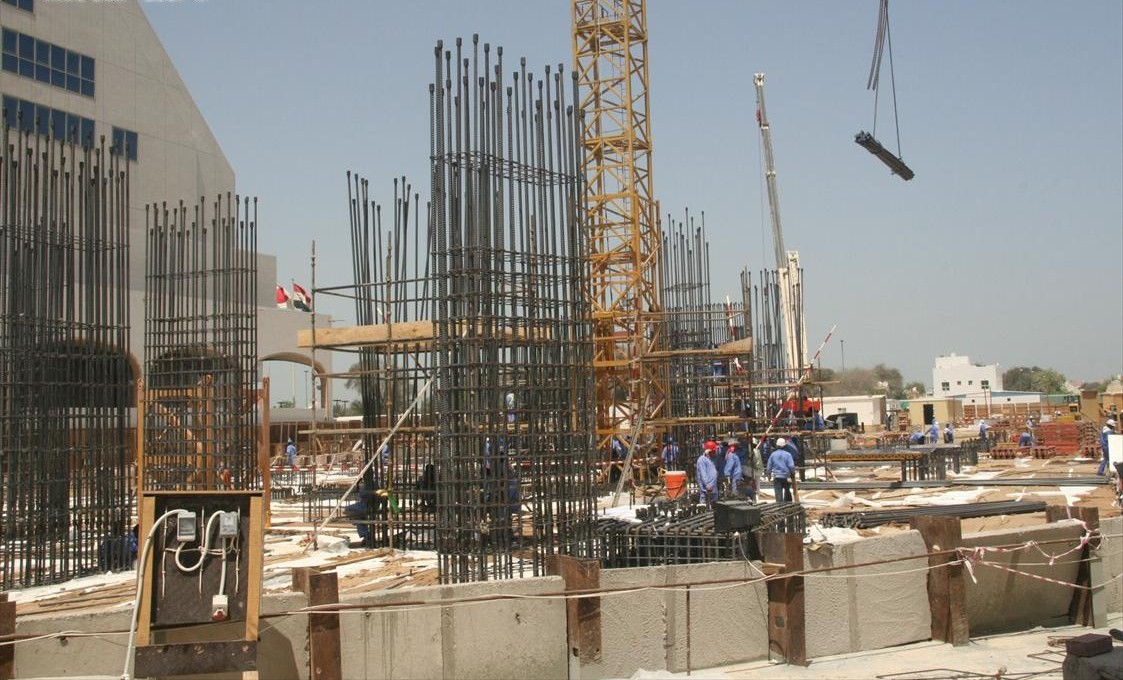
4 مايو 2007
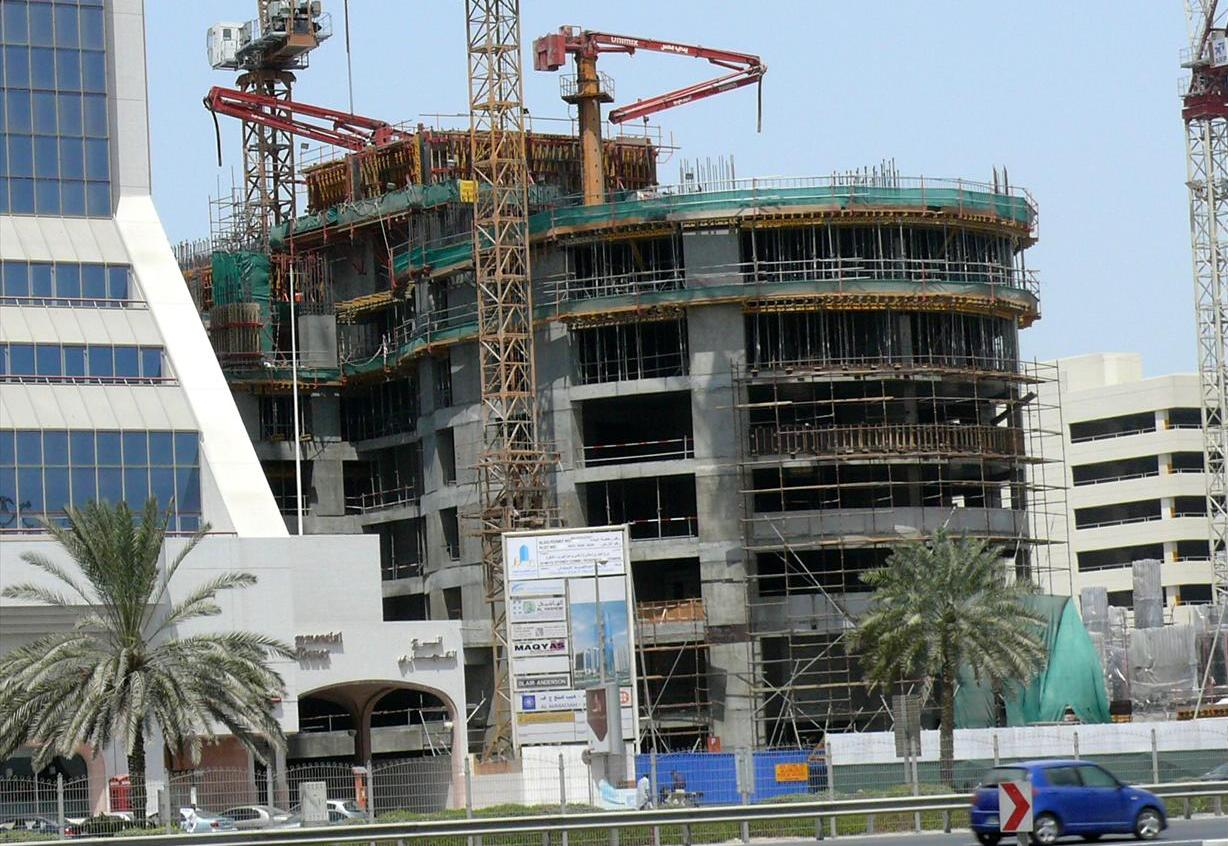
14 سبتمبر 2007
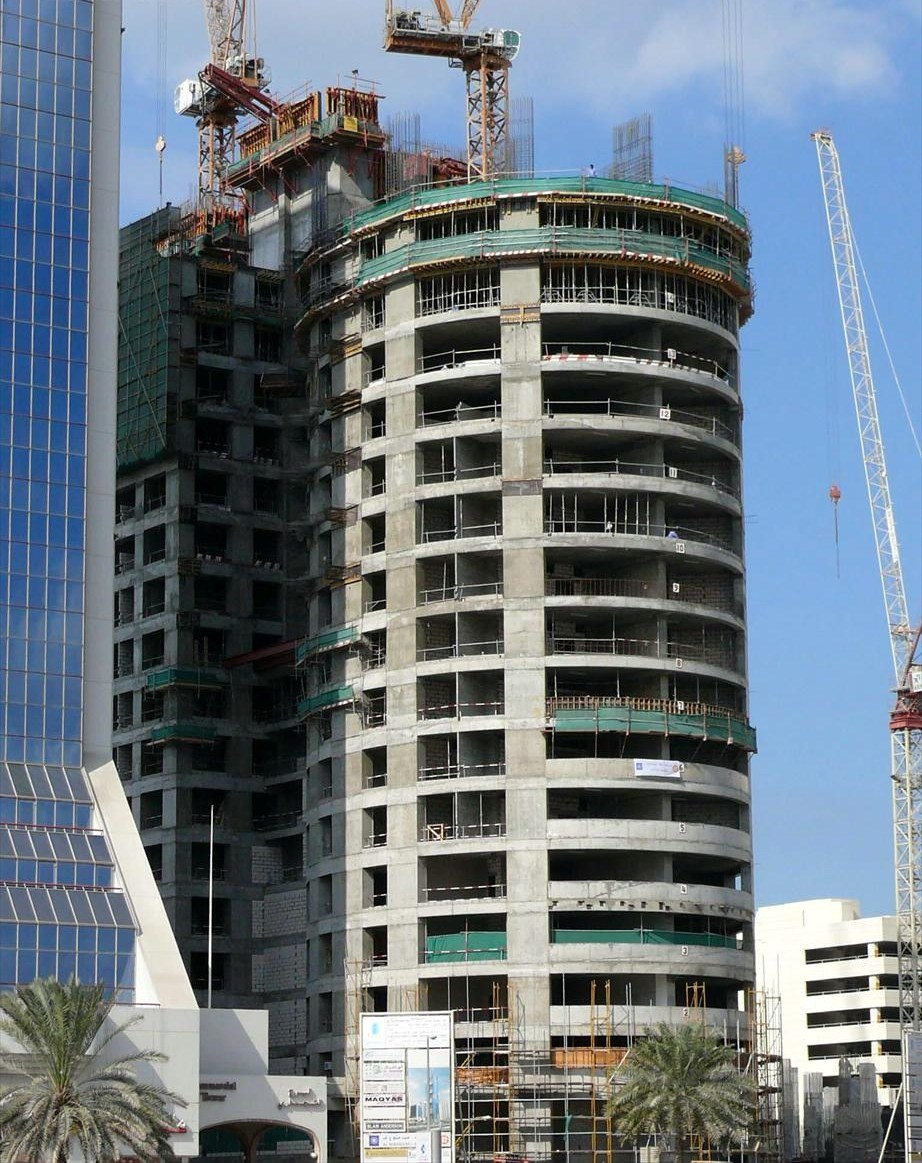
28 ديسمبر 2007

## روابط خارجية
- "Blue Tower". مركز ناطحة سحاب CTBUH.
- "HHHR Tower". سكايسكرابربيج.
- الأحمدية للمقاولات والتجارة
- الورك هينج البناء